# Teslasena foucarti
Teslasena foucarti là một loài bọ cánh cứng trong họ Elateridae. Loài này được Chassain miêu tả khoa học năm 2005.